# Osudu Okako
Osudu Okako (Kinshasa, 6 gennaio 1970) è un'ex cestista della Repubblica Democratica del Congo.

## Carriera
Con lo Zaire ha disputato i Campionati mondiali del 1990.